# Бланзи-ле-Фим
Бланзи-ле-Фи́м (фр. Blanzy-lès-Fismes) — коммуна во Франции, находится в регионе Пикардия. Департамент коммуны — Эна. Входит в состав кантона Фер-ан-Тарденуа. Округ коммуны — Суасон.
Код INSEE коммуны — 02091.

## Население
Население коммуны на 2010 год составляло 91 человек.
| 1962 | 1968 | 1975 | 1982 | 1990 | 1999 | 2010 |
| ---- | ---- | ---- | ---- | ---- | ---- | ---- |
| 110  | 121  | 103  | 95   | 79   | 94   | 91   |

## Экономика
В 2010 году среди 60 человек трудоспособного возраста (15—64 лет) 35 были экономически активными, 25 — неактивными (показатель активности — 58,3 %, в 1999 году было 63,3 %). Из 35 активных жителей работали 32 человека (18 мужчин и 14 женщин), безработных было 3 (2 мужчин и 1 женщина). Среди 25 неактивных 9 человек были учениками или студентами, 9 — пенсионерами, 7 были неактивными по другим причинам.